# Катран короткоперий
Катра́н короткоперий, також катран звичайний або морський собака (Squalus acanthias) — вид акул родини катранових (Squalidae).

## Зовнішній вигляд
Як і всі акули, катран має обтічну форму тіла, що вважається однією з досконалих для риб.
Довге і струнке тіло акул може легко розтинати воду і пливти з великою швидкістю. Паща її міститься на нижньому боці загостреного рила і півмісяцем загинається назад у постійному лютому оскалі. Всередині пащі є кілька рядів зубів, якими риби хапають, рвуть, ріжуть, подрібнюють їжу. Зуби в акул виростають на зміну вирваним, сточеним або тим, що випали.
Забарвлення сірувато-коричневе, спина темніша, з боків тіла поодинокі білі плями, черево світле.
В основі спинних плавців є кістяні загнуті шипи, уколи якими можуть викликати некроз тканин.
Для людини ця акула не становить небезпеки. Людина може лише поранитися колючками або променями плавців під час необережного перебирання улову.

## Ареал
Тримається зграями в придонних шарах води, але зустрічається і біля поверхні. Поява його біля берегів збігається з температурою води близько +14…+ 15 °C, тобто навесні та восени. Взимку зграї з риб різних розмірів (від 60 до 135 см) тримаються на глибинах 100—200 м, де температура води +7…+8 °С. Тут вони живляться хамсою й ставридою. А влітку, з травня по серпень, на глибинах 40—45 м переважають самиці завдовжки понад 100 см. У цей час дорослі самиці та молодь тримаються на глибинах понад 40 м. Тут вони живляться переважно шпротом і мерлангом, які не витримують значного прогрівання води й опускаються в придонні шари води.

## Розмноження
Яйцеживородна акула. Самиця народжує понад 15 малят завдовжки 22— 27 см. Дорослими вони стають через 13—17 років. Розміри катрана не перевищують 150 см, а маса досягає 15—20 кг.

## Господарча цінність

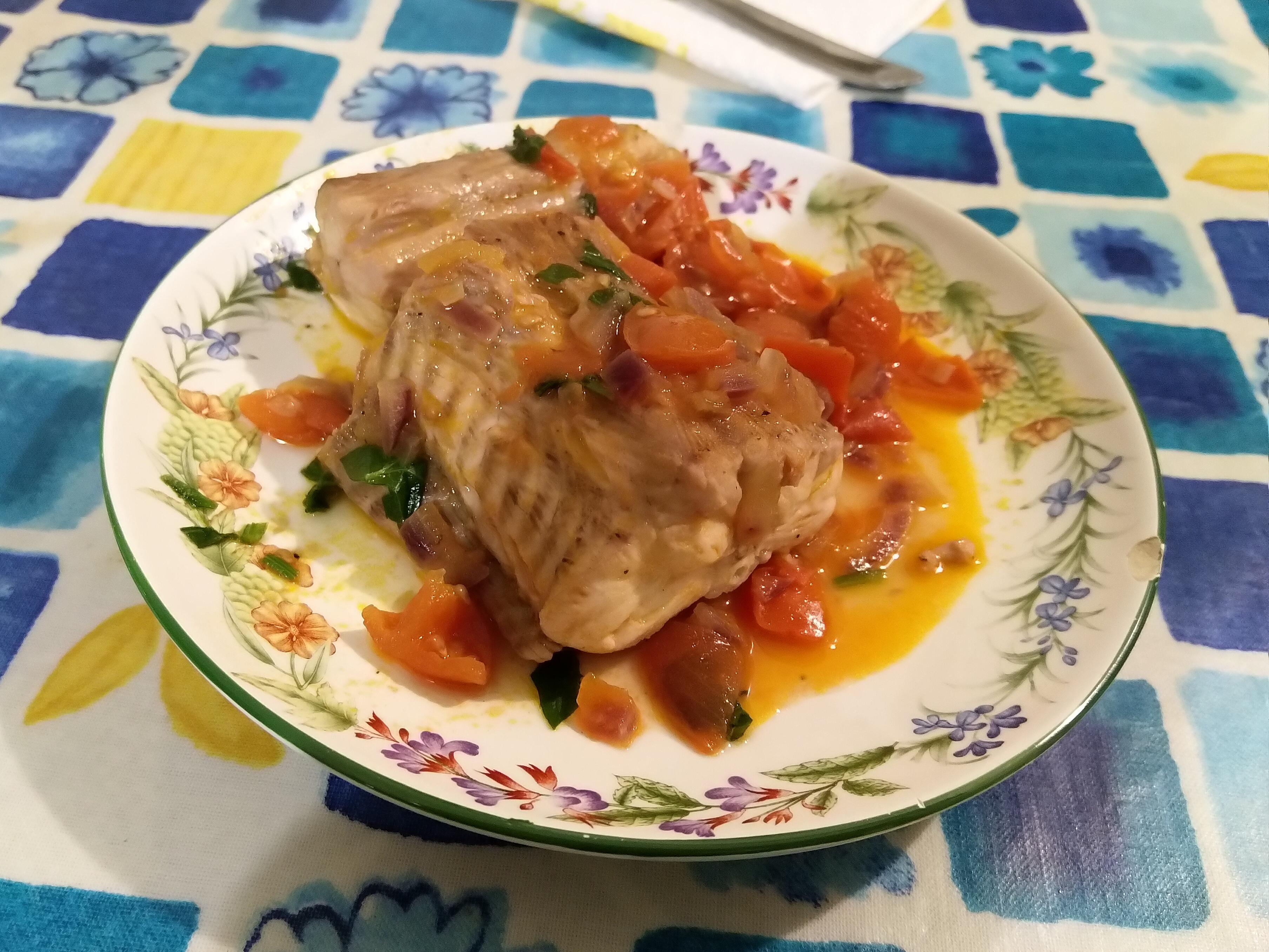
Тушкований катран

З м'яса можна виготовляти консерви й балики. З печінки, маса якої становить до 30 % маси тіла, виробляють технічний і медичний жир, багатий на вітаміни А і D. З хвостів, голів та плавців виготовляють клей. Плавці також ціняться як харчовий продукт, а яйця, що досягають в діаметрі 4 см, можна споживати.